# Coto Minero Cantábrico

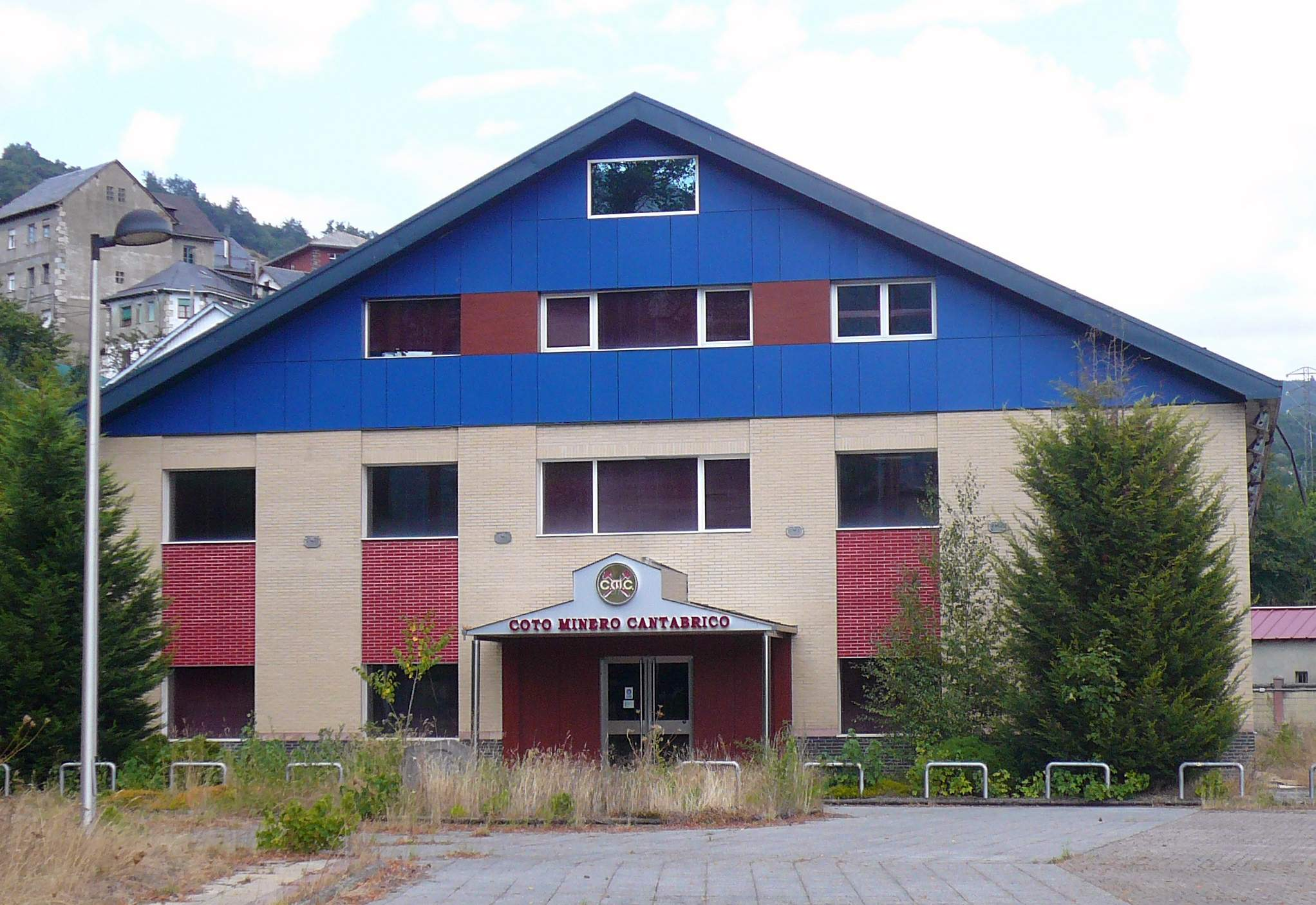
Oficinas de Coto Minero Cantábrico en Villablino

Coto Minero Cantábrico es una empresa española de minería, resultante de la unión, en noviembre de 2008, de la sociedad leonesa Minero Siderúrgica de Ponferrada (MSP) con la asturiana (con sede en el municipio de Cerredo) Hullas del Coto Cortés.

## Historia
La sociedad Minero Siderúrgica de Ponferrada comenzó un proceso de absorción de Hullas del Coto Cortés tras la decisión tomada en la Junta General Ordinaria de Accionistas de junio de 2008. Tras completarse la absorción, la empresa resultante se ha convertido en la segunda compañía minera de España tras la Unión Minera del Norte. Se prevé una producción cercana a los 1,4 millones de toneladas de carbón anuales con una plantilla de un millar de trabajadores. Cuenta con cuatro centros de trabajo en las localidades de: Tormaleo, Cerredo, Villablino y las correspondientes al ferrocarril de vía estrecha de la MSP Ponferrada-Villablino que actualmente cubre la línea entre la central térmica de Cubillos del Sil y Villablino a través de la cuenca del río Sil. El propietario y principal accionista de CMC es el empresario minero Victorino Alonso, que es también propietario de Unión Minera del Norte. 
Las oficinas centrales, talleres, lavadero y aserradero están en Villablino. 
En estos momentos tiene toda su actividad paralizada y está en situación de preconcurso de acreedores. 
Tiene 381 empleados entre sus centros de Cerredo, Villablino, Ferrocarril de Ponferrada y Madrid, de ellos 278 son mineros de interior en la mina de Cerredo.
Ya ha reunudado la actividad en la mina de interior de Cerredo, pero mantiene paralizados los cielos abiertos de Cerredo, Nueva Julia y Fonfría.
Tiene varios procesos judiciales abiertos:
Demanda contra el Instituto del Carbón (Ministerio de Industria) reclamando el cobro de 40 millones de euros de ayudas del 2012.
Demanda interpuesta por Hunosa, que reclama a CMC la desaparición de medio millón de toneladas de carbón.
Multa de 800.000 € por delito medioambiental en la mina Feixolín, en Villablino
Se encuentra en concurso de acreedores (liquidación), con la gestión en manos de los administradores concursales de Insolvency & Legal, con sede en Madrid.
El 15 de mayo de 2014 se adjudicó la unidad productiva de Cerredo (antigua HCC) tanto de interior como de cielo abierto a la empresa Minera Astur Leonesa, propiedad de Rodolfo Cachero.
Existió otra oferta que pretendía la compra de la totalidad de los bienes de CMC, presentada por Minarsa de Pedro Emiliano Roman, que fue rechazada por los administradores concursales.
El resto de activos de CMC, cielos abiertos de Fonfría, Tormaleo y Nueva Julia, lavadero de Villablino, ferrocarril de PonferradaVillablino y concesiones mineras abandonadas serán subastadas judicialmente.
Suministra carbón (hulla y antracita) a las térmicas de Anllares y Compostilla.
La empresa a fecha de 2018 se encontraba en liquidación y convocó Junta General de Accionistas para el 5 de julio de 2018 en la plaza del descubrimiento s/n de Villablino (León), con el fin de aprobar las cuentas anuales de los ejercicios sociales 2013, 2014, 2015, 2016 y 2017. La convocatoria se publicó en el BORME de 5 de junio de 2018 https://www.boe.es/diario_borme/txt.php?id=BORME-C-2018-4959.
La mina de Tormaleo fue reabierta en 2019 por otra empresa, del grupo NMR, con sede en Gijón. Vende antracita para calefacción y siderúrgia.
Las concesiones mineras y activos de Laciana fueron compradas por el grupo Lamelas Viloria, con sede en Ponferrada. Que estudia su viabilidad para la reapertura de alguna mina de interior para calefacción.
El lavadero de Villablino fue achatarrado.
El FFCC está cedido al Consorcio Ponfeblino para su aprovechamiento turístico, rodajes de cine y como línea experimental de pruebas. Se han reabierto los talleres de Villablino y un pequeño tramo de la línea por la empresa ARMF.
La explotación subterránea, cielo abierto, lavadero y activos de Cerredo pasaron de nuevo en 2020 a integrarse en Coto Minero Cantábrico, al entrar en liquidación Minera Astur Leonesa por las deudas que la empresa de Rodolfo Cachero mantenía con Coto Minero Cantábrico. Se mantiene plantilla mínima de mantenimiento de la mina.